# جيم هاميلتون
جيم هاميلتون (بالإنجليزية: Jim Hamilton)‏ (9 فبراير 1976 بأبردين في المملكة المتحدة - ) هو لاعب كرة قدم بريطاني في مركز الهجوم. شارك مع منتخب اسكتلندا تحت 21 سنة لكرة القدم. أما مع النوادي، فقد لعب مع دندي يونايتد ودونفرملين أثلتيك ونادي أبردين ونادي بارتيك ثيسل ونادي دندي ونادي روس كاونتي ونادي سانت ميرين ونادي ماذرويل وهارت أوف ميدلوثيان ونادي إيست فيف ونادي اربوراث ونادي ليفينغستون لكرة القدم.

## وصلات خارجية
- جيم هاميلتون على موقع قاعدة بيانات كرة القدم.إي يو (الإنجليزية)
- جيم هاميلتون على موقع Soccerbase.com (لاعب) (الإنجليزية)